# Silvano Tosi
Silvano Tosi (Firenze, 1926 – Forte dei Marmi, 20 agosto 1987) è stato un giurista e giornalista italiano. È stato uno dei fondatori del Centro Studi Parlamentari di Firenze, intitolato alla sua memoria.

## Biografia
Nato a Firenze nel 1926, è stato allievo di Pompeo Biondi con il quale si laureò in Scienze politiche alla Cesare Alfieri con una tesi sul colpo di Stato. Sotto la guida di Giuseppe Maranini, costituì con Giovanni Spadolini, Giovanni Sartori, Alberto Predieri e Alberto Spreafico la cosiddetta scuola fiorentina della Cesare Alfieri, caratterizzata per un approccio interdisciplinare al diritto, alla storia e alla politologia.
Frutto di tale scuola furono la creazione delle prime cattedre in Italia di storia contemporanea (per Spadolini), di scienza della politica (per Sartori), del diritto pubblico dell’economia (per Predieri) e di diritto parlamentare. Quest'ultima vinta da Tosi nel 1969, ternato con Giuliano Amato e Valerio Onida.
Prima dell'ordinariato, Tosi era stato funzionario della Presidenza del consiglio e, sin da giovane, collaboratore de La Nazione, dove aveva concepito il ruolo di commentatore di affari istituzionali. Proseguì l'attività pubblicistica sino alla morte: il suo ultimo articolo era in stampa proprio in concomitanza a tale evento.
Convinto che il Parlamento fosse "la clinica della costituzione”, ciòè il luogo in cui si verificava lo stato di salute delle istituzioni, si sforzò di denunciare le inefficienze e le opacità dell'attività parlamentare, sostenendo sia le battaglie radicali che gli sforzi di razionalizzazione avviati alla fine degli anni 1970.
Fu chiamato da Spadolini come consigliere giuridico nei due governi del 1981/1982. In quella veste, assieme ad Andrea Manzella e Vincenzo Caianiello scrisse il “decalogo istituzionale”.
Ebbe frequenti contatti con i presidenti Pertini e Cossiga.
Nel 1986 fu eletto, su proposta dei liberali, membro laico del Consiglio superiore della magistratura

## Centro Studi Parlamentari di Firenze
Fondato nel 1967 da Silvano Tosi, Giovanni Spadolini, Paolo Barile e Alberto Predieri in collaborazione con la Camera dei deputati e col Senato della Repubblica, gode del sostegno della Presidenza del Consiglio dei ministri.
Svolge annualmente un seminario, della durata di cinque mesi, che persegue la formazione di neolaureati in discipline giuridiche e sociopolitiche che desiderano prepararsi ai concorsi per funzionari delle Camere del Parlamento italiano, dei consigli regionali e anche del Parlamento europeo

## Opere
- Silvano Tosi, Diritto parlamentare, Giuffrè, 1974, ISBN 9788814154096.
- Silvano Tosi, Il governo davanti alla corte : nei giudizi incidentali di legittimita costituzionale, Giuffrè, 1962, SBN VIA0162209.
- Silvano Tosi, Modificazioni tacite della Costituzione attraverso il diritto parlamentare, Giuffrè, 1959, SBN MIL0467541.
- Silvano Tosi, La direttiva parlamentare, Milano, Giuffrè, 1969, ISBN 9788814088902.
- Silvano Tosi, La repubblica alla prova. Il dibattito sulle istituzioni in Italia dal 1976 al 1987, Mondadori education, 1990, ISBN 880085639X.
- Silvano Tosi, Lezioni di diritto parlamentare, Firenze, Facolta di scienze politiche Cesare Alfieri dell'Università, 1962, SBN SBL0248652.